# Томас Райтер
Томас Артур Райтер (нім. Thomas Arthur Reiter, нар. 23 травня 1958, Франкфурт-на-Майні, Гессен, Німеччина) — космонавт Німеччини і Європейського космічного агентства.

## Космічні польоти
Перший космічний політ Томас Райтер здійснив як 2-й бортінженер корабля «Союз ТМ-22» 3 вересня 1995 року.

## Нагороди
- Орден Дружби (1996 рік).
- Медаль «За заслуги в освоєнні космосу» (12 квітня 2011 року) — за великий внесок в розвиток міжнародної співпраці в області пілотованої космонавтики[1]